# Musée de l'aéronautique et astronautique d'Espagne
Le Musée de l'Air et de l'Espace, aussi appelé Musée de l'air (en espagnol : Museo del Aire y del Espacio / Museo del Aire), est un musée aéronautique de l'Armée de l'air et de l'espace situé près de l'aéroport de Madrid-Cuatro Vientos (es). C'est un musée national qui dépend du Ministère de la Défense à travers le Service Historique et Culturel de l'Armée de l'Air et de l'Espace (en espagnol : Servicio Histórico y Cultural del Ejército del Aire y del Espacio (SHYCEA)). Ses principales missions sont de montrer l'histoire de l'aviation, les apports militaires à la progression de l'aviation, renforcer la culture de la défense et de la sécurité nationale ainsi que la culture de la recherche.

## Histoire

### Le projet initial

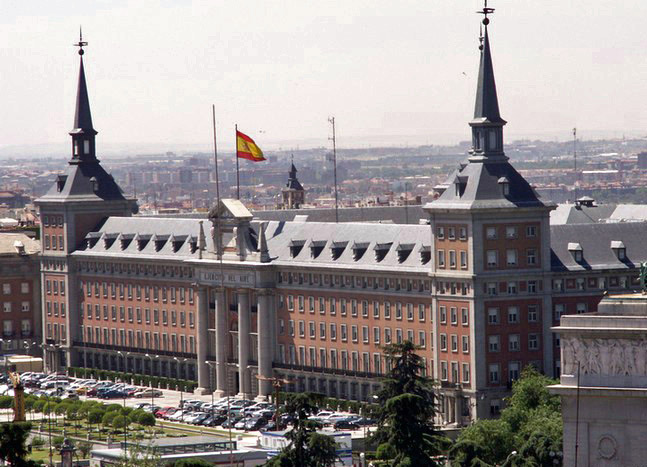
Le bâtiment de l'ancien Ministère de l'Air, actuellement, a été le premier siège que pour le Musée.

En 1939 la Guerre d'Espagne se termine et on commence la structuration de l'armée de l'air. C'est à ce moment que le Ministère de l'Air espagnol (es) désigne le colonel Társilo Ugarte Fernández pour préparer un projet de musée aéronautique. Une première tentative de projet a vu le jour en décembre 1948, logée au rez-de-chaussée du nouveau bâtiment du Ministère de l'air (l'actuel Quartier général de l'armée de l'Air et de l'Espace (es)).
Après des études plus avancées le Musée de l'Aéronautique et de l'Astronautique est fondé selon le décret n°1437 du 16 juin 1966. Il est dépendant du Ministère de l'air qui siège à Madrid. Un an plus tard, le règlement du musée est approuvé.
L'idée était d'exposer des objets, des maquettes, des documents historiques et montrer quelques avions d'époque en bon état sur les patios. Malheureusement, le manque de place a empêché ce projet de se réaliser car ce lieu ne pouvait pas accueillir des avions comme le Vilanova Acedo (es), le Dragon Rapide qui a effectué le vol historique Îles Canaries-Tétouan avec Francisco Franco à son bord ou les grands Heinkel He 111, Douglas DC-3 ou Junkers Ju 52.
L'option suivante est d'utiliser un lieu uniquement dédié au musée qui aura la capacité de s'agrandir dans le futur. On propose donc :
- L'historique aérodrome Cuatro Vientos, qui considéré comme le berceau de l'aviation militaire espagnole.
- L'Aéroport Adolfo Suárez Madrid-Barajas.
- La Casa de Campo
- La Cité Universitaire Madrid (es)

### Développement du musée

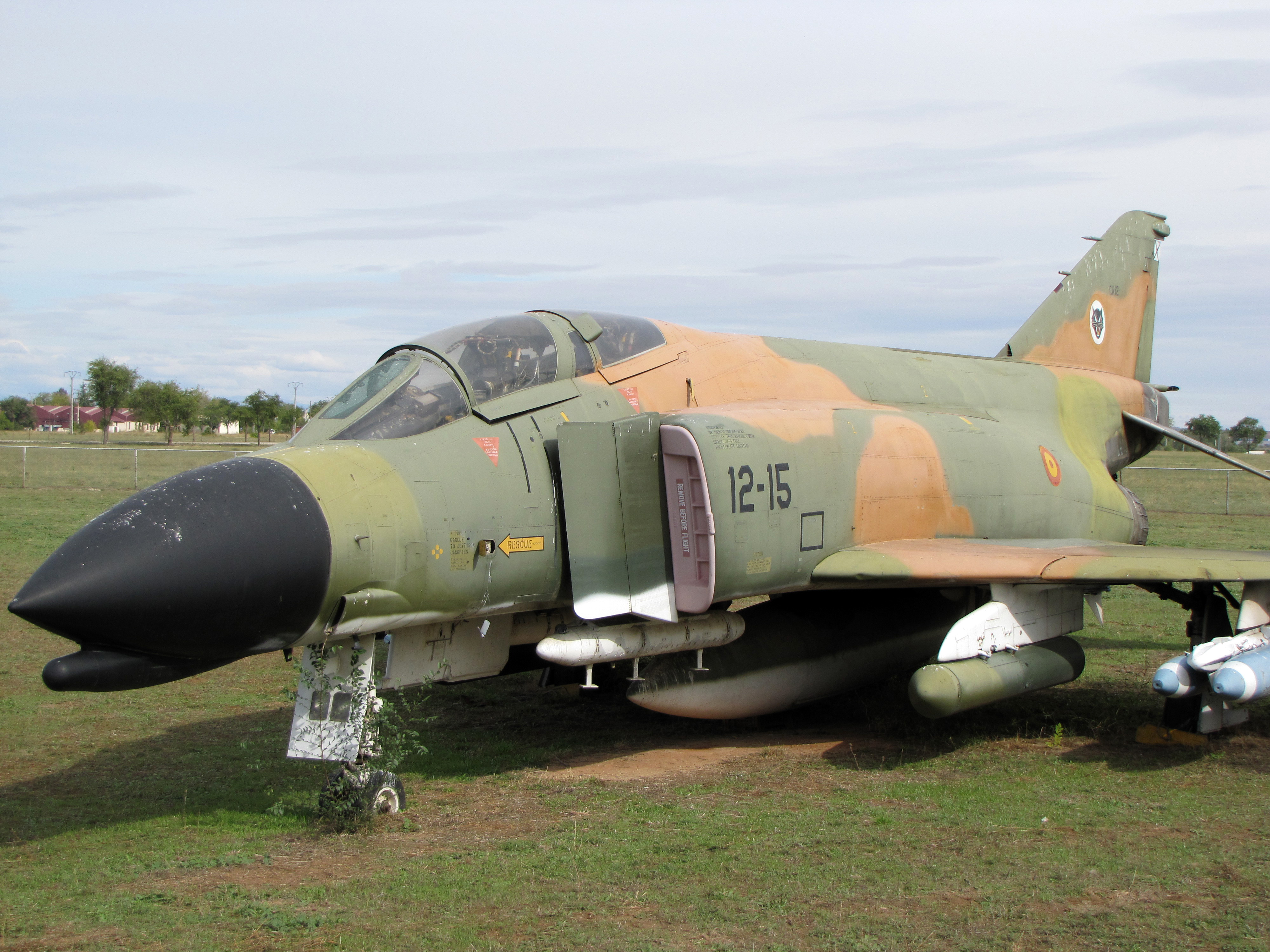
F-4C Phantom Qui a servi dans la de la Base aérienne de Torrejón de Ardoz.

En 1975 l'emplacement est choisi et est toujours d'actualité en 2024 : l'aérodrome Cuatro Vientos. Les raisons de ce choix sont : la proximité de Madrid, la proche Maestranza aérea (es) (Atelier aéronautique), la possibilité de recevoir des aéronefs par voie aérienne et aussi le caractère historique de ce lieu.
Au commencement, on y mettais le matériel aéronautique historique dans le hangar où l'aviateur et scientifique Emilio Herrera Linares fonda la première école d'ingénieurs aéronautiques (actuellement école des techniques de commandement, contrôle et télécommunications de l'armée de l'air (en espagnol : Escuela de Técnicas de Mando, Control y Telecomunicaciones del Ejército del Aire) d'où sortent les premiers ingénieurs aéronautique du pays et plus tard deviendra de Ecole technique supérieure des ingénieurs aéronautiques (es).
Les travaux commencent fin 1979, on prépare une zone couverte et une une zone en extérieur pour les avions, et on accueille les hydravions Dornier Do 24 et Grumman HU-16 Albatross. L'inauguration est officiellement faite le 24 mai 1981 par le général Emiliano José Alfaro Arregui, Chef de l'Etat Major de l'armée de l'air (es).
Avec le temps, les avions continuent d'affluer et les arbres et lacs compliquent l'entreposage des nouveaux avions. Les étendues d'eaux et la végétation attirent les oiseaux qui endommagent les fuselages, les empennages et les parties mobiles ce qui exige des rénovations. La collection est aussi alimentée par des dons et des achats de moteurs, drapeaux, maquettes, armes, uniformes, cartes aéronautiques, livres et documents historiques. Le musée termine sa premiere phase 18 octobre 1993 et s'agrandi de deux hangars pour l'exposition.
À partir de 2000 ces modifications continuent et on démarre la construction du Hangar 4 (inauguré le 22 août 2003) une fois la construction finie, la construction des hangar 5, 7 et ensuite 6 commence. Avec ces nouveaux hangars, le musée en possède cinq et fais partie des cinq premiers musées aéronautiques d'Europe en terme d'avions exposés.
En septembre 2019 le roi Felipe VI visite les installations du musée et fait une visite inaugurale de la phase finale du hangar 1 dédié aux vols historiques de la fin des années 1920 et du début des années 1930.

## Installations
Le musée représente 6,7 hectares répartis entre sept hangars et 8 plateformes extérieures avec plus d'une centaine d'aéronefs.
Parmi les avions remarquables on note le Vilanova Acedo (es), le plus ancien avion conservé d'Espagne, le Jesus au grand pouvoir (es) qui a traversé l'océan atlantique sud en 1929, un Heinkel He 111 allemand et un Cierva C.19 qui fit son premier vol en 1932.
- Hangar 1 : Il commence avec les grandes étapes des aérostats, continue avec des répliques, des originaux et des maquettes des débuts de l'aviation espagnole internationale, de la guerre hispano-marocaine et des Grands Vols. On y voit aussi la salle des Lauréats, des héros de l'aviation militaire et des présentoirs avec différents drapeaux, étendards et cocardes de diverses unités militaires.
- Hangar 2 : C'est une collection de moteurs qui évolue au fil du temps. On y voit aussi des uniformes, des vêtements d'aviation, des simulateurs, de l'armement et diverses pièces astronautiques.
- Hangar 3 : On y trouve des avions qui vont de la Première Guerre Mondiale à nos jours, avec d'autres petits avions d'entraînement ou de combat. On trouve aussi des planeurs et une collection d'hélice. On parle aussi de la Famille royale d'Espagne et de sa relation à l'aéronautique.
- Hangar 4 : Dédié aux aérogires, elle se trouve à coté d'un des autogire conçu par Juan de la Cierva y Codorníu. On y trouve aussi une collection d'Instrument de vol.
- Hangar 5 : On y trouve des pièces issues de la Guerre d'Espagne, tirées d'avions chasse, ou d'avions de voltige et un coin dédié au parachutisme. Ses vitrines montrent des instruments de communications militaires.
- Hangar 6 : On y trouve des avions, des maquettes et des cabines d'avions commerciaux.
- Hangar 7 : C'est une collections de maquettes étrangères et nationales qui font voyager à travers l'histoire de l'aviation.